# Догерти, Гарри
Гарри Догерти (англ. Harry Daugherty; род. 26 января 1860 — 21 октября 1941) — американский политический и государственный деятель, 51-й генеральный прокурор США.

## Биография

### Ранние годы
Гарри Догерти родился 26 января 1860 года в небольшом городке Вашингтон-Корт-Хаус, штат Огайо. Отец Догерти, Джон Х. Догерти, родился в Пенсильвании работал фермером и портным. Его мать, Джейн Дрейпер Догерти, была родом из известной семьи Огайо с корнями из Вирджинии. Догерти приходился двоюродным братом актрисе Маджел Коулман.
Отец Догерти умер от дифтерии, когда Гарри было всего четыре года. Таким образом его мать осталась в качестве единственного кормильца в доме. Гарри и его старший брат Малли были вынуждены из-за экономической необходимости с относительно раннего возраста работать на разных работах, чтобы помочь семье покрыть расходы на жизнь. Мать Догерти позже вспоминала, что он был настолько молод, когда работал в местном продуктовом магазине, что ему приходилось стоять на деревянном ящике, чтобы добраться до кассы.
Мать Догерти хотела, чтобы он стал священником, но перспектива жизни в качестве священника не привлекала его. Вместо этого, окончив среднюю школу в Вашингтонском здании суда, Догерти в течение года изучал медицину, прежде чем занять должность репортёра.
В 1878 году Догерти поступил на юридический факультет Мичиганского университета и был принят туда, несмотря на то, что у него не было высшего образования. При этом он сумел увеличить свой доход посредством азартных игр, выиграв значительную сумму, сделав ставку на избрание Джеймса Гарфилда на президентских выборах 1880 года. Он также увлекался ставками на спорт. Со своим братом он занимался незаконной записью телефонных разговоров, чтобы заранее получить различную информацию об играх.
Догерти окончил юридический факультет в 1881 году и вернулся домой в Огайо, где он устроился на работу в офис адвоката Вашингтонского суда, проводя свободное время, готовясь к сдаче экзамена на адвоката штата Огайо.

### Начало политической карьеры
В 1882 году Догерти был избран центральным комитетом республиканской партией округа Фейет в качестве секретаря организации. В следующем году Догерти был избран секретарем исполнительного комитета округа Фейет, где он заработал репутацию энергичного и проницательного молодого политического активиста. Он был выбран в качестве одного из пяти делегатов от республиканской партии округа Фейет в качестве делегата на съезде республиканцев штата Огайо в 1883 году, проходившем в городе Колумбус. Там Догерти активно содействовал выбору молодого судьи по имени Джозеф Б. Форакер в качестве кандидата на пост губернатора от партии в 1883 году. Между Форакером и Догерти установились тесные политические отношения, при этом Догерти изо всех сил поддерживал неудачную кампанию Форакера 1883 года.  При этом Форакер был избран губернатором штата Огайо лишь в 1885 году. Связь между ними еще больше укрепилась в сентябре 1884 года, когда Догерти женился на Люсиль Уокер из Веллстона, штат Огайо, двоюродной сестре жены Форакера. Догерти был избран на двухлетний срок в городской совет на выборах 1885 года и работал в нем в период с 1886 по 1887 год. Он был избран председателем республиканского центрального комитета округа Фейетт в 1886 году, но большую часть своего времени проводил, осуществляя становление юридической практики. Проработав в одиночку в течение трех лет, Догерти сформировала партнерство с Горацио Б. Мейнардом, известным местным юристом, и вскоре новая практика превратилась в ведущую юридическую фирму в округе.

### Генеральная ассамблея штата Огайо
В 1889 году республиканец Дэвид Уортингтон решил не добиваться переизбрания в генеральную ассамблею Огайо, и Догерти принял решение начать избирательную кампанию. Одержав небольшую победу на республиканских первичных выборах, Догерти одержал победу в ноябре, выиграв выборы в Палату представителей Огайо, набрав немногим более 800 голосов из 5100 поданных бюллетеней.
Хотя Догерти выиграл гонку, его близкий политический союзник Джозеф Форакер проиграл выборы на третий срок в качестве губернатора, и таким образом Демократическая партия получила контроль над Ассамблеей, вынудив Догерти работать в качестве члена партии меньшинства в составе Палаты представителей Огайо.
Догерти был переизбран в Палату представителей Огайо осенью 1891 года, победив своего оппонента-демократа более чем 750 голосами из примерно 4900 поданных.  На этот раз республиканцы Огайо одержали победу на выборах губернатора, избрав Уильяма МакКинли на пост главы исполнительной власти штата, но и одержали большинство на выборах в генеральную ассамблею Огайо. Так как в то время эпоху сенаторы США избирались законодательными собраниями штатов, а не прямым голосованием населения как в настоящее время, это означало, что  именно республиканец будет отправлен в Вашингтон, чтобы заполнить истекающий срок сенатора Джона Шермана.

### Смена политического альянса
Форейкер был полон решимости бросить вызов Шерману за его место в Сенате США и искал поддержки от Догерти, надеясь, что он будет продолжать лоббировать его, когда вопрос будет передан в законодательный орган. Это поставило Догерти в затруднительное положение, поскольку его родное графство Фейет твердо стояло за фракцией Шермана, в которую входили губернатор МакКинли и значительное финансовое влияние кливлендского бизнесмена Марка Ханна. Вынужденный логикой ситуации сменить альянс, а не рисковать быть брошенным в политическое забвение, Догерти покинул Форакер в финальном состязании республиканского собрания Огайо 2 января 1892 года, присоединившись к 52 другим голосам за Шермана против 38 за Форакера. После собрания, которое определило сенатора США от Огайо, передовые статьи Демократической Columbus Post обвинили Догерти и четырнадцать других законодателей Огайо в том, что они изменили свою поддержку с Форакера на Шермана на основании «запугивания, угроз, обещаний и подкупов» и обвинили Догерти в коррупции. Затем последовало формальное расследование этого обвинения двухпартийным комитетом Сената штата Огайо из четырех членов, и в отчете, опубликованном в апреле 1892 года, с Догерти было единогласно сняты все обвинение.
Сенаторская кампания 1892 года ознаменовала формальное присоединение Догерти к доминирующей фракции Шермана-Ханна Республиканской партии Огайо после большей части десятилетия в качестве доверенного сторонника конкурирующей фракции Форейкеров. Этот шаг расширил политические возможности Догерти, и он был назначен председателем влиятельного комитета по работе с корпорациями, а также стал членом судебного комитета.
В 1893 году Догерти был избран председателем съезда республиканцев штата Огайо, который выдвинул МакКинли в качестве кандидата партии на пост губернатора. После выборов губернатор МакКинли также назначил Догерти своим лидером в Палате представителей Огайо, поддерживая членов партии в соответствии с законодательной повесткой дня губернатора. В течение следующих двух лет МакКинли и Догерти установили тесную политическую дружбу, тесно сотрудничая и часто разделяя трапезу за завтраком и вечером. Однако после ситуации с выборами Форакера, Догерти стал персоной нон грата из-за того, что его действия в целом были восприняты в целом как двуличны и политически нелояльны.
Догерти попытался выдвинуться в качестве кандидата от республиканцев в Конгресс в 1892 году, но 7-й районный республиканский съезд, выдвинувший кандидата от партии, был непримиримо расколот между Догерти и его бывшим коллегой по законотворческой деятельности А. Р. Кримером. В итоге съезд  поддержал кандидата альтернативного кандидата Джорджа Уилсона. Уилсон выиграл свою гонку на всеобщих выборах в ноябре 1892 года и прослужил четыре года в Конгрессе от имени 7-го округа.
После того, как ему не удалось получить место в Конгрессе, Шерман предложил Догерти политическое назначение помощником окружного прокурора в городе Колумбус. Догерти в конечном итоге решил отказаться от этой должности, вместо этого открыв новую адвокатскую контору в этом городе, оставаясь при этом резидентом и практикующим адвокатом в своем родном городе Вашингтон Корт Хаус.

### Беспорядки в Вашингтонском суде
9 октября 1894 года чернокожий мужчина по имени Уильям Долби был обвинен в нападении на белую женщину по имени Мэри К. Бойд в ее доме на вокзале Парретт, небольшом поселении недалеко от здания суда Вашингтона. Долби сбежал, но вскоре был арестован и доставлен обратно в тюрьму Вашингтонского суда. Долби якобы признался в преступлении «после задержания». Шериф округа Фейет призвал губернатора МакКинли направить ополчение для защиты заключённого от предполагаемой толпы линчевателей после того, как его приговорили к двадцати годам тюремного заключения на слушании, состоявшемся 16 октября.
17 октября две роты милиционеров прибыли в здание Вашингтонского суда, чтобы охранять Долби в ожидании его прибытия в тюрьму Огайо в Колумбусе. В тот вечер собралась толпа и начала осаду тюрьмы, пытаясь выбить двери тюрьмы, чтобы заключенного можно было вытащить и убить. Командующий силами Национальной гвардии полковник Алонсо Койт приказал своим войскам открыть огонь по разъярённой толпе линчевателей, что и было сделано. При этом были убиты пятеро бунтовщиков и ещё пятнадцать были ранены. Толпа всё ещё не рассеялась, и росли опасения, что разъярённые местные жители совершат вооруженное нападение на ополченцев, охранявших тюрьму. Около двух часов ночи защитники произвели второй залп, на этот раз над головами участников беспорядков, и стрельба, наконец, дала желаемый эффект  незаконное собрание-формирование было разогнано.
После этого губернатор МакКинли назначил специальную следственную комиссию для расследования массовых беспорядков и стрельбы ополченцами. После расследования следственный суд вынес обвинительный акт против полковника Койта, обвинив его в непредумышленном убийстве во время инцидента.  МакКинли затем призвал Догерти взять на себя политически непопулярную работу по защите Койта в суде перед лицом разгневанных жителей округа Фейет, которые добивались его осуждения. Догерти принял дело Койта и 5 марта 1895 года добился вынесения оправдательного приговора по обвинению в непредумышленном убийстве.

### Продолжение политической карьеры
Хотя Догерти добивался выдвижения Республиканской партией Огайо на пост губернатора в 1895 году, Марк Ханн решил вместо него поддержать другого кандидата, поэтому вместо этого Догерти начал баллотироваться на пост генерального прокурора Огайо. На съезде республиканцев Огайо доминировала фракция Форейкера. Таким образом, сторонник Форейкера Фрэнк С. Моннетт был назначен на пост генерального прокурора вместо Догерти.
Не испугавшись своей потери, в 1896 году Догерти объявил о своём желании победить на выборах в Конгресс США. Консультативные первичные выборы были проведены среди республиканцев округа Фейетт в марте 1896 года, на которых Догерти едва победил в ожесточенной гонке. Фактическое выдвижение должно было быть сделано 7-м окружным республиканским съездом. На нем  Догерти стала жертвой фракционных махинаций и вместо него выдвинули Уолтера Л. Уивера, который в конечном итоге будет состоять следующие два срока в составе Конгресса США.
В 1898 году между Догерти и Ханной возник конфликт из-за медленной выплаты тысяч долларов судебных издержек, понесенных тогдашним американским сенатором Ханной, защищая себя от расследования Сената США по обвинению в подкупе на выборах. В то время как настойчивое требование Догерти о выплате денег привело к напряженным отношениям, фактическое расставание их путей произошло в 1899 году, когда Догерти снова добился выдвижения республиканцами на пост губернатора Огайо. Ни Форакер, ни Ханна не поддержали выдвижение Догерти на эту должность, при этом Ханна оказывала поддержку Джорджу К. Нэшу. Догерти провел свою борьбу вплоть до Республиканской конвенции Огайо, прежде чем проиграть Нэшу с результатами 461 голос делегата против 205 голосов.
В течение следующих пяти лет Догерти умело наращивал политическое влияние в республиканском истеблишменте Огайо, имея дело с лидерами обеих основных фракций партии. Догерти сохранял значительное влияние на республиканцев в законодательном собрании штата, которые знали и работали с Догерти в течение многих лет. Его политическая реабилитация была лишь частичной, однако до тех пор, пока Форейкер и Ханна оставались главными фракционными лидерами республиканской политики Огайо, оставался вполне реальный потолок, выше которого Догерти не мог надеяться подняться.
Смерть Марка Ханна в феврале 1904 года и последующая дискредитация некоторых из его главных союзников, таких как Джордж Б. Кокс, расчистили путь для расширения влияния Догерти. К 1906 году Догерти стал лидером новой повстанческой политической фракции, в которую входили конгрессмен Кливленда Теодор Э. Бертон и бывший губернатор Майрон Т. Херрик.
Догерти и Бертон присоединились к сторонникам Уильяма Говарда Тафта, военного министра при прогрессивном республиканском президенте Теодоре Рузвельте и вместе фракционные союзники вынудили Форакера покинуть Сенат США и уйти в политическую отставку, чему способствовали разоблачительные сообщения в новостях о том, что Форейкер получил почти 30 000 долларов в качестве политического гонорара от Standard Oil.
Догерти сыграл важную роль в том, чтобы помочь своему союзнику Бертону победить на выборах в Сенат в 1908 году, но снова был отведен на ключевую закулисную роль, вместо того чтобы баллотироваться на высокий пост. Позиция Догерти как политического босса, а не публичного политика была снова подтверждена.
Во время партийного раскола 1912 года Догерти был стойким сторонником  Уильяма Говарда Тафта и консервативного республиканского консерватизма старой гвардии против прогрессивного республиканизма, которого придерживался Рузвельт. В итоге раскол республиканского поля на ноябрьских выборах продвинул демократа Вудро Вильсона на пост президента.

### Предвыборная кампания Гардинга
Проведение первых выборов в Сенат США в 1914 году, после ратификации 17-й поправки к Конституции США (проведение выборов путем голосования населения, а не законодательными собраниями штатов) значительно уменьшило власть политических боссов, таких как Догерти. Он оставался полностью вовлечённым в качестве политического деятеля, несмотря на серьёзные изменения в избирательной системе, присоединившись к влиятельному сенатору по имени Уоррен Г. Гардинг.
Догерти знал Гардинга с осени 1899 года, когда он занимал видное место в политике Огайо. Пройдет не так много лет, прежде чем они поменяются местами, когда Гардинг будет избран в сенат штата в 1901 году и назначен лидером республиканского отделения. Гардинг был красноречивым оратором и умелым переговорщиком по политическим компромиссам и стал одним из высших лидеров фракции Форейкеров.
Во время партийного раскола 1912 года Догерти и Гардинг наладили политическую дружбу, работая от имени кампании Тафта, когда Догерти был  председателем Республиканской партии Огайо, а газета Гардинга "Marion Daily Star", оказывала Догерти полную поддержку. Оба были политически амбициозными и хотя они "наслаждались обществом друг друга", они не были близкими друзьями. Гардингу удалось победить на выборах в Сенат в 1914 году.
Как босс-республиканец в Огайо в 1920 году, Догерти добился выдвижения Гардинга в качестве кандидата в президенты на республиканском национальном съезде в том же году в Чикаго. Решение продвинуть Гардинга вперёд, если его кандидатура не будет определена в ходе первого голосования, было принято в том, что стало известно в американской политике как задымленная комната в отеле Blackstone. Гардинг выиграл эту номинацию после того, как голосование зашло в тупик между Леонардом Вудом и Фрэнком Лоуденом, событие о возможности которого Догерти высказал за несколько месяцев до этого в интервью.
Впоследствии Догерти работал менеджером кампании Гардинга на президентских выборах 1920 года. Он руководил кампанией, основываясь на приветливом характере и довольно нейтральной политической позиции Гардинга, выступая за возвращение к «нормальной жизни» после Первой мировой войны.

### Генеральный прокурор США
После громкой победы республиканцев осенью 1920 года избранный президент Гардинг назначил Догерти Генеральным прокурором Соединенных Штатов. Догерти был утвержден Сенатом США и вступил в должность 4 марта 1921 года.

### «Банда Огайо»
Достигнув власти, Гардинг собрал вокруг себя группу политических соратников, в том числе фракционных друзей из республиканского истеблишмента Огайо, таких как Догерти, и других людей в группу, в просторечии известную как «Банда Огайо».
Несколько соратников Гардинга из банды Огайо, не теряя времени, обогатились за государственный счет. Вскоре послышались слухи о возможных должностных преступлениях в различных государственных ведомствах, в том числе в Министерстве юстиции Догерти.
Затем, 14 апреля 1922 года, "The Wall Street Journal" опубликовала сенсационную историю о секретной схеме взяточничества, включающей откаты нефтяных компаний правительственным чиновникам в обмен на предоставление чрезвычайно выгодных договоров аренды на добычу нефти по контрактам с единовременной заявкой. На следующий день сенатор-демократ Джон Б. Кендрик из Вайоминга представил резолюцию, которая привела в действие расследование Сената, которое в конечном итоге разоблачит так называемый скандал с «Чайным куполом», связанный с незаконными финансовыми отношениями между Альбертом Б. Фоллом, министром внутренних дел США при Гардинге и компанией Sinclair Consolidated Oil Corporation. Противники администрации Гардинга обвинили Догерти в соучастии в деле из-за того, что он не вмешался после того, как узнал о преступлении. Пара специальных прокуроров: помощник генерального прокурора- республиканец Оуэн Дж. Робертс и бывший сенатор-демократ Атли Померен были назначены для более тщательного расследования дела. По завершении расследования было установлено, что генеральный прокурор не был осведомлен о мошеннических нефтяных контрактах и не брал взяток, связанных с этим делом.
В июле 1923 года, когда Гардинг собирался отправиться в рабочий круиз на Аляску, когда личный помощник Догерти Джесс Смит внезапно покончил жизнь самоубийством. Вернувшись из поездки на Аляску, Гардинг пережил первый сердечный приступ, который, как оказалось стал началом его последних дней. 2 августа 1923 года Гардинг умер в городе Сан-Франциско. Смерть Гардинга не помогла подавить волну скандалов, возникающих вокруг его окружения. В то время как новый президент Кэлвин Кулидж изначально сопротивлялся призывам Герберта Гувера и госсекретаря Чарльза Эванса Хьюзау уволить Догерти.
В своих воспоминаниях Гувер вспоминал:
«Кулидж не хотел верить, что такое возможно. Он сильно задержал удаление Догерти из кабинета министров. Судя по давнему характеру этого человека, он никогда не должен был входить в какое-либо правительство ... Кулидж обладал высоким чувством справедливости и утверждал, что не имеет чётких сведений о проступках Догерти и не может удалить его по слухам. Мы настаивали на том, чтобы Догерти потерял доверие всей страны и сам должен быть готов уйти в отставку ради государственной службы».
28 марта 1924 года Кулидж согласился на отставку Догерти. Его заменил на посту генерального прокурора Харлан Фиск Стоун, декан юридической школы Колумбии.

### Дело Американской металлургической компания
В 1926 году Догерти было предъявлено обвинение в том, что он незаконным способом получил денежные средства при продаже активов Американской металлургической компания. Дело Догерти передавалось в суд дважды, при этом первое жюри присяжных заходило в тупик с пятью - семью голосами в пользу обвинительного приговора. В результате он был оправдан после того, как единственный присяжный заседатель не убедился в его виновности во втором судебном процессе.

### Поздние годы и смерть
Последние годы жизни Догерти жил во Флориде и на острове Макино, штат Мичиган. Он планировал написать множество  книг, чтобы очистить свою репутацию, но в октябре 1940 года он перенёс два сердечных приступа и заболел пневмонией. Прикованный к постели и слепой на один глаз в течение этого последнего года, он мирно скончался во сне в окружении сына и дочери  12 октября 1941 года.
Догерти был похоронен на Вашингтонском кладбище в Вашингтонском суде, штат Огайо.
Некоторые из его документов, состоящие в основном из переписки между ним и президентом Уорреном Гардингом, хранятся в Историческом обществе Огайо в Колумбусе.